# Molly Entangled
Molly Entangled è un film muto del 1917 diretto da Robert Thornby.

## Trama
Jim Barry, per poter ereditare la proprietà paterna, deve sposarsi, altrimenti la vasta tenuta dei Barry andrà agli O'Mara. Così quando una sera, ubriaco, cade giù dalle scale e viene dato per moribondo, la madre supplica Molly Shawn di sposarlo in extremis. Molly, pur se innamorata di Barney Malone, accetta la proposta della signora Barry. Ma Jim, con grande sorpresa di tutti, guarisce e Molly si trova legata a un uomo che non ama. Verrà liberata dal vincolo matrimoniale solo quando si scoprirà che il sacerdote che ha officiato la cerimonia era in realtà un criminale che si era travestito da prete per sfuggire alla giustizia. Libera, la giovane può finalmente sposare Barney.

## Produzione
Il film fu prodotto dalla Pallas Pictures.

## Distribuzione
Distribuito dalla Paramount Pictures e dalla Famous Players-Lasky Corporation, il film - presentato da Jesse L. Lasky - uscì nelle sale cinematografiche degli Stati Uniti il 19 novembre 1917.